# Lake Grace South
Lake Grace South är en sjö i Australien. Den ligger i delstaten Western Australia, omkring 280 kilometer sydost om delstatshuvudstaden Perth. Lake Grace South ligger 289 meter över havet. Arean är 56 kvadratkilometer. 
Trakten runt Lake Grace South är ofruktbar med lite eller ingen växtlighet. Trakten runt Lake Grace South är nära nog obefolkad, med mindre än två invånare per kvadratkilometer. Genomsnittlig årsnederbörd är 447 millimeter. Den regnigaste månaden är maj, med i genomsnitt 74 mm nederbörd, och den torraste är januari, med 9 mm nederbörd.